# Коваль Ілько
Коваль Ілько (? — ?) — командир полку Дієвої Армії УНР.

## Біографія
Останнє звання у російській армії — капітан.
У 1918 році — командир сотні (значковий) у 2-му Сірожупанному полку Армії Української Держави, згодом — помічник командира 1-го козацько-стрілецького (Сірожупанного) полку Дієвої Армії УНР.
З вересня 1919 року до грудня 1919 року — командир 4-го Сірожупанного рекрутського полку Дієвої Армії УНР.
Подальша доля невідома.